# 天上と地上の三位一体
『天上と地上の三位一体』（てんじょうとちじょうのさんみいったい、西: Las trinidades celestial y terrenal, 英: The Heavenly and Earthly Trinities）、または『二つの三位一体』（ふたつのさんみいったい、西: Las dos Trinidades, 英: The Two Trinities）、または『ペドローソの聖家族』（ペドローソのせいかぞく、西:  La Sagrada Familia, 英: The Pedroso Holy Family）は、スペインのバロック絵画の巨匠バルトロメ・エステバン・ムリーリョが1675-1682年にキャンバス上に油彩で制作した絵画である。画家最晩年の作品のうちに数えられ、おそらく祭壇画として委嘱された。イエス・キリストが人間であると同時に神であり、2つの三位一体の権化であるという信条を表している。作品は現在、ロンドン・ナショナル・ギャラリーに所蔵されている。

## 来歴
本作は、ムリーリョの主要な伝記作者であるアントニオ・パロミーノの言及のある記録文書に最初に登場する。パロミーノは、1708年にカディスのカルロス・フランシスコ・コラルテ (Marquisate of Pedroso) のコレクションで作品を見た。19世紀初頭には、まだペドローソ家のコレクションにあったが、セビーリャでジェイムズ・キャンベル  (James Campbell) によりイギリスの画商ウィリアム・ブキャナン (William Buchanan) のために購入された。作品は1810年にイギリスに到着した。その後、トマス・バークリー＝オーウェン (Thomas Bulkeley-Owen) に購入され、1837年にピーテル・パウル・ルーベンスの『青銅の蛇』とともにロンドンのナショナル・ギャラリーに購入された。

## 作品
作品が表しているのは、幼いイエス・キリスト、聖母マリア、聖ヨセフ (3人は聖家族をなすが、対抗宗教改革の時代には「地上の三位一体」として言及された) と、父なる神、聖霊 (神の息子としてのキリスとともに「三位一体」を形成する) である。主題は「神殿で発見されるキリスト (Finding in the Temple)」に触発されており、稀なものであるが、スペインとフランドルの美術に見出されるものである。
この作品の構図は、フランドルの銅版画家ウィーリクス兄弟がイエズス会の信心書の挿絵として制作した図像にもとづいている。こうした図像は世俗の信者に広く訴えるよう構想されており、聖家族の慎ましい労働が強調され、聖母マリアの保護者でキリストの地上における父親である、大工のヨセフが讃えられている。ヨセフは、彼をマリアの夫と定めた神意の象徴である花のついた小枝を持ち、画面で唯一鑑賞者の方を見つめて、キリストを崇拝するよう促している。
画面中央にいる幼いイエスは、周囲の人物たちと垂直、水平の関連性を形成し、彼が人間であると同時に神であるという絵画の主なメッセージを強調している。彼は石材の上に立っているが、これはイエスを画面中央の三角形の頂点に立たせる構図上の工夫であると同時に象徴的な意味がある。『旧約聖書』の「イザヤ書 (28-16) 」には、「それゆえ、主なる神はこう言われる。私は一つの石をシオンにすえる。…堅く据えられた礎の、尊い隅の石だ」。
雲間から神の光が現れ、雲の影によって、派手な赤色、ウルトラマリンの青色、ピンク色、金色、ハイライトの白色が和らげられる。色彩は煙るような灰色、水色、濃い黄色などとなって、全体を覆う素晴らしい調和を生み出している。このような「靄が立ち込めたような」描法に隠れて、一見、目につかないものの、手の表現に見られる確かなデッサン力は注目に値する。人物たちの手は見事な短縮法で表され、適切に描き分けられて、雄弁に思いを伝えあっている。